# Plac Grunwaldzki (Stettin)
Der Grunwaldzki-Platz (sinngemäß Tannenbergplatz, polnisch plac Grunwaldzki, deutsch bis 1945 Kaiser-Wilhelm-Platz) ist der größte sternförmige Platz der polnischen Stadt Stettin. Der Platz befindet sich im Stadtbezirk Śródmieście, Siedlung Centrum.

## Namensursprung
Der Platz wurde 1864 Westend Kirchplatz genannt. Seinen zweiten Namen Kaiser-Wilhelm-Platz trug der Platz von 1877 bis 1945. Den Namen verdankte er dem Deutschen Kaiser und König von Preußen, Wilhelm I.
Am 15. Juli 1945 wurde der Platz umgetauft in Plac Grunwaldzki. Dies geschah am 535. Jahrestag der Schlacht bei Tannenberg, die in Polen als Schlacht bei Grunwald (polnisch Bitwa pod Grunwaldem) bezeichnet wird. Der Namensschild wurde vom ersten polnischen Stadtpräsidenten Stettins Piotr Zaremba enthüllt.

## Geschichte
Auf dem Gebiet des heutigen Platzes befand sich bis zum 19. Jahrhundert Fort Wilhelm. Nach der Stilllegung der Fort 1884 wurde ein viereckiger Platz entworfen. Er wurde jedoch nicht realisiert, da man sich endgültig für einen sternförmigen Platz mit vier einmündenden Straßen nach dem Pariser Vorbild entschied. Die Bauarbeiten an den Mietshäusern rund um Platz wurden am Anfang des 20. Jahrhunderts beendet. Der Innere Teil des Platzes wurde als eine Fußgängerzone gestaltet. 1897 wurde eine Straßenbahnlinie um den Platz herumgeführt. In den 1930er Jahren wurden die Gleise mitten durch den Platz entlang der heutigen Ulica Marszałka Józefa Piłsudskiego verlegt.
Durch die Luftangriffe auf Stettin im Jahre 1943 wurde die Bebauung des Kaiser-Wilhelm-Platzes teilweise zerstört. Nach der Beseitigung der Trümmer blieben nur sieben von elf Mietshäusern bestehen. Durch den Wiederaufbau der östlichen Innenstadt änderte sich auch der Grunwaldzki-Platz. Auf dem Gelände abgerissener Gebäuden wurden in den 1960er Jahren ein vierstöckiger und zwei achtstöckige Wohnblöcke erbaut. Darüber hinaus verlegte man erneut die Gleise auf die Fahrbahn um den Platz. Am Anfang der 1970er Jahre wurde jedoch die frühere Schienenanordnung wiederhergestellt. Ende der 1990er Jahre wurde der Platz im Rahmen der Sanierung nach dem Muster des Aussehens vor dem Zweiten Weltkrieg gestaltet.

## Lage
4 Straßen führen sternförmig zu diesem Platz. Dies sind:
- Aleja Papieża Jana Pawła II
- Ulica Śląska
- Ulica Generała Ludomiła Rayskiego
- Ulica Marszałka Józefa Piłsudskiego

Plac Grunwaldzki

## Bebauung
| Adresse                        | Bild                                     | Erbaut                    | Denkmalschutz | Beschreibung |
| ------------------------------ | ---------------------------------------- | ------------------------- | ------------- | --- |
| Grunwaldzki-Platz Nr. 1–2, 3–4 |                                          | 1963 – 1965               | nein          | Zwei achtstöckige Wohnblöcke, die in den 1960er Jahren nach dem Entwurf von Stettiner Architekt Tadeusz Ostrowski auf dem Gelände der im Zweiten Weltkrieg zerstörten Mietshäuser errichtet wurden. |
| Jan-Paweł-II-Allee Nr. 12      |                                          | Ende des 19. Jahrhunderts | nein          | Ein dreistöckiges, eklektizistisches Mietshaus. Der vordere Risalit wurde ursprünglich mit zwei Kuppeln und einem dreieckigen Giebel gekrönt. In der Nachkriegszeit wurde in dem Gebäude eine medizinische Klinik eingerichtet. |
| Jan-Paweł-II-Allee Nr. 41      |                                          | 1895                      | nein          | Ein dreistöckiges Mietshaus, das 1895 errichtet wurde. Die Fassade von der Seite des Grunwaldzki-Platzes wird von einer Halbkuppel und einem dreieckigen Giebel gekrönt. Das Mietshaus, das während des Zweiten Weltkriegs unbeschädigt blieb, wurde in den späten 1970er Jahren einer umfassenden Renovierung unterzogen. |
| Jan-Paweł-II-Allee Nr. 42      |                                          | 1898                      | ja            | Ein dreistöckiges Mietshaus, das 1898 nach dem Entwurf von Georg Sommenstuhl gebaut wurde. Die Fassade an der Seite des Grunwaldzki-Platzes hat einen Giebel, der mit Gesimsen mit Blumenmotiven verziert ist. Einige Dekorationen des Giebels, wie Skulpturen in Nischen oder Türmchen, sind nicht erhalten geblieben. Im Erdgeschoss befand sich Apotheke von Dr. Luckenbach, die bis heute mit neuem Inhaber funktioniert. |
| Śląska-Straße Nr. 38           | Zabytkowa kamienica przy ul. Śląskiej 38 | Ende des 19. Jahrhunderts | ja            | Ein dreistöckiges Mietshaus, das Ende des 19. Jahrhunderts erbaut wurde. Seit 1976 ist das Mietshaus im Denkmalregister eingetragen. Zu Beginn des 21. Jahrhunderts wurde das Dach renoviert. |
| Ludomił-Rayski-Straße Nr. 16   |                                          | Ende des 19. Jahrhunderts | nein          | Ein dreistöckiges Mietshaus. Die Fassade ist siebenachsig und mit einem dreieckigen Giebel und einer Kuppe gekrönt. Seit 1945 war das Gebäude für einige Zeit der Sitz von Tramwaje i Autobusy Miasta Szczecina (Straßenbahnen und Busse der Stadt Stettin – ein Verkehrsunternehmen). |